# Béguinage de Herentals
 (janvier 2017).
Si vous disposez d'ouvrages ou d'articles de référence ou si vous connaissez des sites web de qualité traitant du thème abordé ici, merci de compléter l'article en donnant les références utiles à sa vérifiabilité et en les liant à la section « Notes et références ».
Le béguinage de Herentals est fondé en 1260. Il est situé à Herentals, en Belgique, dans la province d'Anvers. Du fait des guerres de religion du XVIe siècle, il fut détruit mais reconstruit, comptant jusqu'à 235 maisons de béguine au XVIIe siècle. La Révolution française a constitué un frein à la survie du béguinage. Au XIXe et XXe siècles, une partie a été vendue et une autre démolie, pour des infrastructures urbaines. Il ne subsiste en 2015 que quelques éléments du béguinage, présentant parfois un style baroque.

## Historique
Le béguinage de Herentals est construit en 1260 et compte jusqu’à 75 maisons. En 1578, les calvinistes au pouvoir le font détruire, de peur qu’il ne serve de point d’appui à l’ennemi espagnol. Du fait de la restauration catholique de 1585, un autre béguinage est construit, un peu plus au sud.
Ce nouveau béguinage prend forme progressivement à la fin du XVIe siècle. Il dispose d'un curé et se dote en 1614 d’une nouvelle église. Les effectifs s’accroissent jusqu’à 235, pour décliner ensuite régulièrement. Ce déclin s’accélère à l’arrivée des Français qui placent le béguinage sous tutelle de la Commission des Hospices civils. Ce béguinage est aussi celui que nous connaissons, lequel est aujourd'hui fortement amputé.

## De nos jours
Au XIXe siècle, confronté à l’étiolement du béguinisme, et donc à l’inoccupation des maisons de béguine, l’assistance publique, propriétaire du site, décide de vendre la face ouest du dries triangulaire pour y construire une école, et, en 1966, de faire démolir toute la partie nord, en vue de l’édification de logements pour personnes âgées.

## Patrimoine

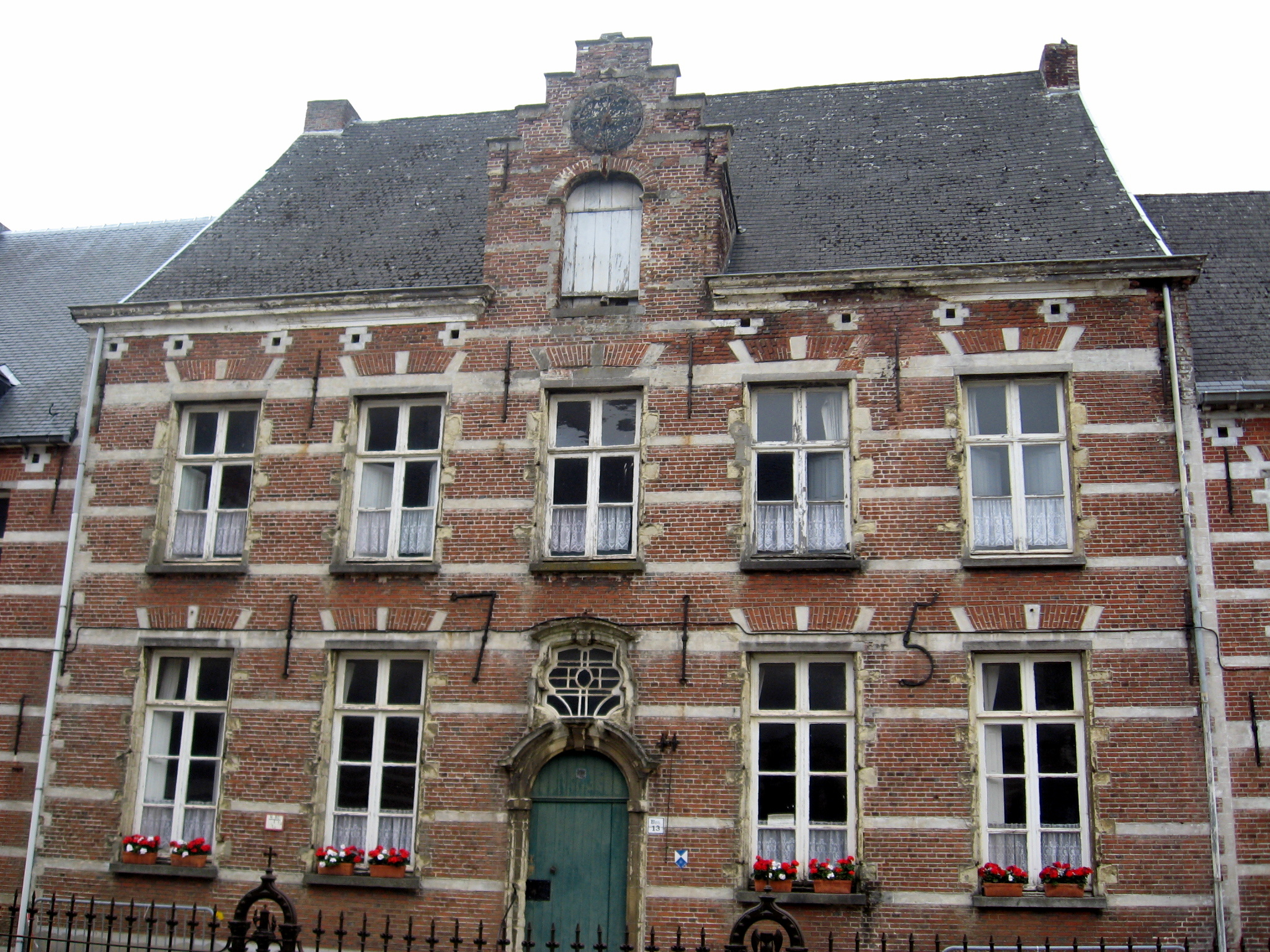
L'infirmerie du béguinage, transformée en musée

Aujourd'hui, il ne subsiste donc plus que la rangée de maisons correspondant au côté sud-est, légèrement incurvé, le dries, ainsi que l’église et deux portails d’entrée (de 1640 et 1622). Parmi ces maisons, un convent du XVIIe siècle attire l'attention. C'est aussi le cas pour l’infirmerie, devenue musée, avec sa lucarne à gradins et sa porte baroque.
La seule maison préservée sur le côté ouest, accôtée au bâtiment scolaire, maison dite de fondation, de 1647, est certainement la plus ancienne du béguinage. L’église est une pseudo-basilique de 1614, construite en brique avec bandeaux de grès en strates horizontales alternées. Elle présente une voûte en berceau de style baroque et héberge un mobilier du XVIIe siècle.

## Pour compléter